# 地球大洲边界

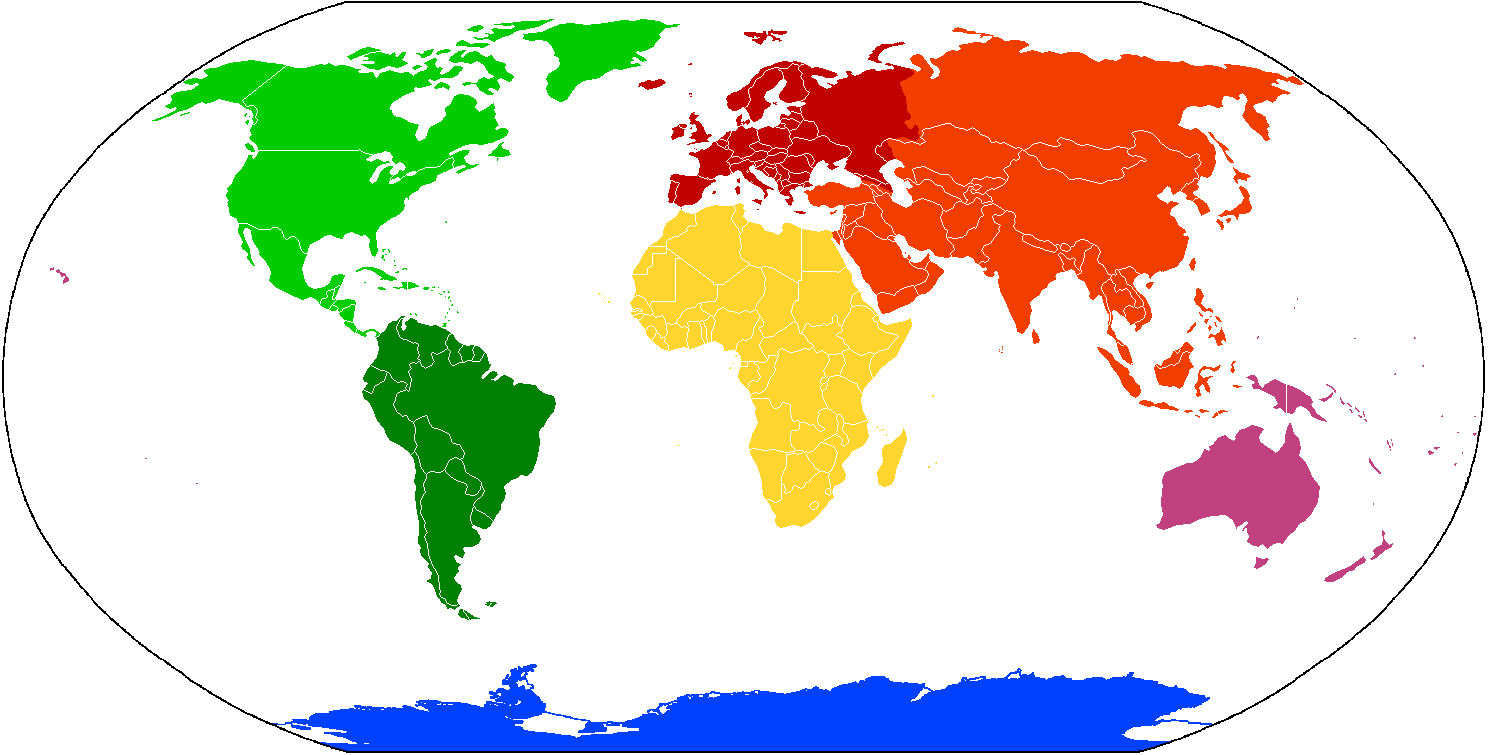
大洲地圖:
美洲
北美洲
南美洲
歐亞非大陸
非洲
歐亞大陸
欧洲
亚洲
澳大利亞洲
南极洲

地球大洲边界是指地球上各大洲之間的邊界。通常人們認為地球上有7大洲，不過有些人會認為歐亞非大陸是一個大洲、美洲是一个大洲，如果這樣的話全球的大洲數量只有四个。
地球上的大洲边界大致為：
- 非洲和亚洲之間的邊界：苏伊士地峡（索科特拉群岛位于非洲大陆架上，但在政治上是亚洲国家也门的一部分 [1]）
- 亚洲和欧洲之间的邊界：土耳其海峡-高加索-乌拉尔山脉-乌拉尔河；
- 北美洲和南美洲之间的邊界：巴拿馬地峽。